# 別府灣服務區
別府灣SA（日语：／）是位於大分縣別府市的大分自動車道、東九州自動車道之服務區。此服務區設置有智能IC（只限大分方向）。

## 連接道路
- 大分自動車道
- 東九州自動車道

### 智能IC

#### 直接連接
- 大分縣道218號別府山香線

#### 間接連接
- 國道500號

## 歷史
- 1989年7月20日 - 大分自動車道別府IC至湯布院IC之間開通，此服務區也同時啟用。
- 2008年9月12日 - 開始試用智能IC。
- 2009年4月1日 - 智能IC啟用。

## 休息區設施
- 上行線（鳥栖方向）
  - 停車場
    - 小型車：49台
    - 大型車：20台

  - 廁所
    - 男士 大型3（和式2、西式1）、小型12
    - 女士 12（和式8、西式4）
    - 輪椅人士專用 1

  - 油站（ENEOS，24小時）
  - 玄林館
    - 小吃販賣（7:00-20:00）
    - 商店（7:00-20:00）

  - 自動售賣機
  - 手提電話充電站（7:00-20:00）
  - 傳真服務（9:00-17:00）
  - 公路辦事處
  - 郵筒（別府郵局管理）
  - 巴士站
  - 瞭望台
  - Dog run
- 下行線（大分方向）
  - 停車場
    - 小型車：51台
    - 大型車：22台

  - 廁所
    - 男士 大型3（和式2、西式1）、小型12
    - 女士 12（和式8、西式4）
    - 輪椅人士專用 1

  - 油站（ENEOS，24小時）
  - 玄林館
    - 小吃販賣（7:00-20:00）
    - 商店（7:00-20:00）

  - 自動售賣機
  - 手提電話充電站（7:00-20:00）
  - 傳真服務（9:00-17:00）
  - 公路辦事處
  - 郵筒（別府郵局管理）
  - 巴士站
  - 瞭望台
  - Dog run
- 上下行線共用
  - Arutejio餐廳、B-speak cafe
  - 不生庵、茜舍

## 鄰近設施
大分自動車道
(9)湯布院IC - 由布岳PA - (10)日出JCT - 別府灣SA/SIC - (11)別府IC
東九州自動車道
(13)速見IC - (10)日出JCT - 別府灣SA/SIC - (11)別府IC

## 相關項目
- 日本服務區與休息區一覽

## 外部連結
- 西日本高速道路株式會社（页面存档备份，存于）（日語）

Template:大分自動車道